# Berberis thomsoniana
Berberis thomsoniana är en berberisväxtart som beskrevs av Schneider. Berberis thomsoniana ingår i släktet berberisar, och familjen berberisväxter. Inga underarter finns listade i Catalogue of Life.